# Hans Pleydenwurff

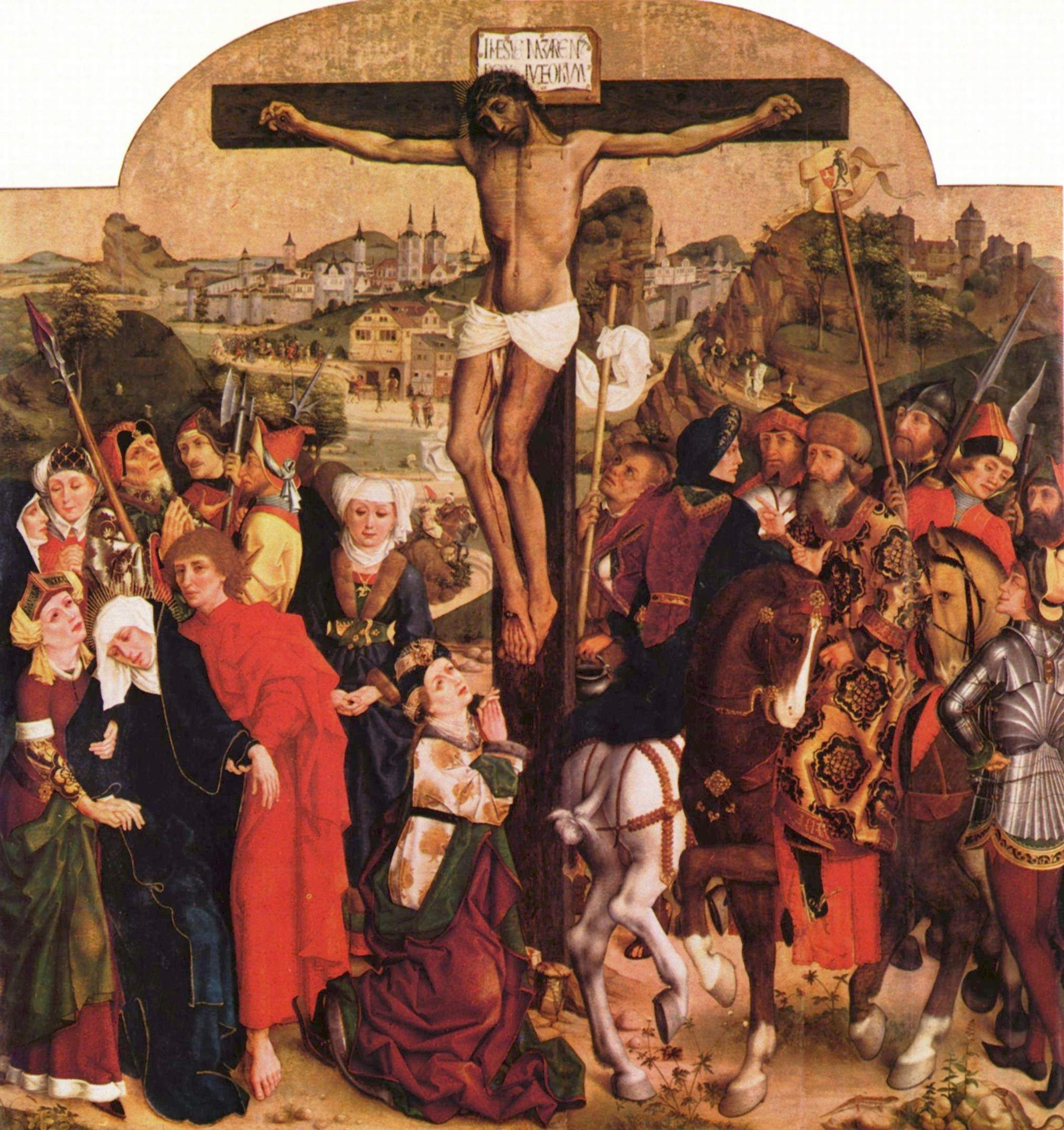
Kreuzigung Christi

Hans Pleydenwurff (também Pleidenwurff) (1420, provavelmente em Bamberga - 1472, em Nuremberga) foi um pintor alemão. Seu pai foi provavelmente Kunz Pleydenwurff, um pintor respeitado e prefeito de Bamberga. Desde 1457, Hans morou em Nuremberg onde estabeleceu um novo estilo de realismo, influenciado pelos pintores da Renascença do norte da Europa. Ele foi provavelmente o professor de Michael Wolgemut. Seu filho, Wilhelm, cooperou com Michael Wolgemut nas xilogravuras da Crônica de Nuremberg de Hartmann Schedel. Outro filho, Sebald, estabeleceu-se em Eisleben, seu professor é desconhecido.